# Copa Libertadores 2007
Navigation
Édition précédente Édition suivante
La Copa Libertadores 2007 est la 48e édition de la Copa Libertadores. Le club vainqueur de la compétition est désigné champion d'Amérique du Sud 2007 et dispute la Coupe du monde des clubs 2007 et la Recopa Sudamericana 2008.
Ce sont les Argentins de Boca Juniors qui remportent la compétition cette année, après avoir facilement disposé de la formation brésilienne de Grêmio en finale. C'est le sixième sacre de Boca Juniors en Copa Libertadores, ce qui permet au club de Buenos Aires de revenir à une longueur du record du CA Independiente, vainqueur à sept reprises. Grêmio échoue pour la deuxième fois en finale, après son revers de 1984. L'attaquant paraguayen du Club América, Salvador Cabañas, termine meilleur buteur de la compétition avec un total de dix réalisations.
Santos Futebol Clube devient la deuxième équipe de l'histoire de la Libertadores à remporter ses six matchs de poule, après Vasco da Gama lors de l'édition 2001 et termine la première phase en n'ayant encaissé qu'un seul but. À l'opposé, le Sport Club Internacional devient le premier club tenant du titre à ne pas se qualifier pour les huitièmes de finale depuis que le tenant passe par la phase de poules, en 2000.
Le format de la compétition reste identique à celui mis en place en 2005. Un tour préliminaire opposant une équipe de chaque fédération (sauf la fédération du tenant du titre qui doit engager deux équipes dans ce tour préliminaire) permet aux six qualifiés de rejoindre la phase de groupes. Celle-ci se dispute à présent sous la forme de huit poules de quatre équipes. Les deux premiers de chaque groupe se qualifient pour la phase finale, qui est elle jouée en matchs aller-retour à élimination directe. La règle des buts marqués à l'extérieur en cas d'égalité sur les deux rencontres est appliquée pour cette édition.

## Clubs engagés
| Premier tour | Premier tour | Premier tour | Premier tour | Premier tour | Premier tour | Premier tour | Premier tour | Premier tour | Premier tour | Premier tour | Premier tour | Premier tour | Premier tour | Premier tour | Premier tour |
| --- | --- | --- | --- | --- | --- | --- | --- | --- | --- | --- | --- | --- | --- | --- | --- |
| - Sport Club Internacional - Tenant du titre - Club Atlético Boca Juniors - Vainqueur des tournois Ouverture 2005 et Clôture 2006 - Club de Gimnasia y Esgrima La Plata - 1er au classement cumulé 2005-2006 - Club Atlético River Plate - 2e au classement cumulé 2005-2006 - Club Atlético Banfield - 3e au classement cumulé 2005-2006 - Club Bolívar - Vainqueur du Tournoi Ouverture 2006 - Club Bamin Real Potosí - 2e du Tournoi Ouverture 2006 - São Paulo Futebol Clube - Champion du Brésil 2006 - Grêmio Porto Alegre - 3e du championnat du Brésil 2006 - Clube de Regatas do Flamengo - Vainqueur de la Copa do Brasil 2006 - Club Social y Deportivo Colo-Colo - Vainqueur des tournois Ouverture 2006 et Clôture 2006 - Audax Club Sportivo Italiano - Finaliste du tournoi Clôture 2006 - Asociación Deportivo Pasto - Vainqueur du tournoi Ouverture 2006 | - Sport Club Internacional - Tenant du titre - Club Atlético Boca Juniors - Vainqueur des tournois Ouverture 2005 et Clôture 2006 - Club de Gimnasia y Esgrima La Plata - 1er au classement cumulé 2005-2006 - Club Atlético River Plate - 2e au classement cumulé 2005-2006 - Club Atlético Banfield - 3e au classement cumulé 2005-2006 - Club Bolívar - Vainqueur du Tournoi Ouverture 2006 - Club Bamin Real Potosí - 2e du Tournoi Ouverture 2006 - São Paulo Futebol Clube - Champion du Brésil 2006 - Grêmio Porto Alegre - 3e du championnat du Brésil 2006 - Clube de Regatas do Flamengo - Vainqueur de la Copa do Brasil 2006 - Club Social y Deportivo Colo-Colo - Vainqueur des tournois Ouverture 2006 et Clôture 2006 - Audax Club Sportivo Italiano - Finaliste du tournoi Clôture 2006 - Asociación Deportivo Pasto - Vainqueur du tournoi Ouverture 2006 | - Sport Club Internacional - Tenant du titre - Club Atlético Boca Juniors - Vainqueur des tournois Ouverture 2005 et Clôture 2006 - Club de Gimnasia y Esgrima La Plata - 1er au classement cumulé 2005-2006 - Club Atlético River Plate - 2e au classement cumulé 2005-2006 - Club Atlético Banfield - 3e au classement cumulé 2005-2006 - Club Bolívar - Vainqueur du Tournoi Ouverture 2006 - Club Bamin Real Potosí - 2e du Tournoi Ouverture 2006 - São Paulo Futebol Clube - Champion du Brésil 2006 - Grêmio Porto Alegre - 3e du championnat du Brésil 2006 - Clube de Regatas do Flamengo - Vainqueur de la Copa do Brasil 2006 - Club Social y Deportivo Colo-Colo - Vainqueur des tournois Ouverture 2006 et Clôture 2006 - Audax Club Sportivo Italiano - Finaliste du tournoi Clôture 2006 - Asociación Deportivo Pasto - Vainqueur du tournoi Ouverture 2006 | - Sport Club Internacional - Tenant du titre - Club Atlético Boca Juniors - Vainqueur des tournois Ouverture 2005 et Clôture 2006 - Club de Gimnasia y Esgrima La Plata - 1er au classement cumulé 2005-2006 - Club Atlético River Plate - 2e au classement cumulé 2005-2006 - Club Atlético Banfield - 3e au classement cumulé 2005-2006 - Club Bolívar - Vainqueur du Tournoi Ouverture 2006 - Club Bamin Real Potosí - 2e du Tournoi Ouverture 2006 - São Paulo Futebol Clube - Champion du Brésil 2006 - Grêmio Porto Alegre - 3e du championnat du Brésil 2006 - Clube de Regatas do Flamengo - Vainqueur de la Copa do Brasil 2006 - Club Social y Deportivo Colo-Colo - Vainqueur des tournois Ouverture 2006 et Clôture 2006 - Audax Club Sportivo Italiano - Finaliste du tournoi Clôture 2006 - Asociación Deportivo Pasto - Vainqueur du tournoi Ouverture 2006 | - Sport Club Internacional - Tenant du titre - Club Atlético Boca Juniors - Vainqueur des tournois Ouverture 2005 et Clôture 2006 - Club de Gimnasia y Esgrima La Plata - 1er au classement cumulé 2005-2006 - Club Atlético River Plate - 2e au classement cumulé 2005-2006 - Club Atlético Banfield - 3e au classement cumulé 2005-2006 - Club Bolívar - Vainqueur du Tournoi Ouverture 2006 - Club Bamin Real Potosí - 2e du Tournoi Ouverture 2006 - São Paulo Futebol Clube - Champion du Brésil 2006 - Grêmio Porto Alegre - 3e du championnat du Brésil 2006 - Clube de Regatas do Flamengo - Vainqueur de la Copa do Brasil 2006 - Club Social y Deportivo Colo-Colo - Vainqueur des tournois Ouverture 2006 et Clôture 2006 - Audax Club Sportivo Italiano - Finaliste du tournoi Clôture 2006 - Asociación Deportivo Pasto - Vainqueur du tournoi Ouverture 2006 | - Sport Club Internacional - Tenant du titre - Club Atlético Boca Juniors - Vainqueur des tournois Ouverture 2005 et Clôture 2006 - Club de Gimnasia y Esgrima La Plata - 1er au classement cumulé 2005-2006 - Club Atlético River Plate - 2e au classement cumulé 2005-2006 - Club Atlético Banfield - 3e au classement cumulé 2005-2006 - Club Bolívar - Vainqueur du Tournoi Ouverture 2006 - Club Bamin Real Potosí - 2e du Tournoi Ouverture 2006 - São Paulo Futebol Clube - Champion du Brésil 2006 - Grêmio Porto Alegre - 3e du championnat du Brésil 2006 - Clube de Regatas do Flamengo - Vainqueur de la Copa do Brasil 2006 - Club Social y Deportivo Colo-Colo - Vainqueur des tournois Ouverture 2006 et Clôture 2006 - Audax Club Sportivo Italiano - Finaliste du tournoi Clôture 2006 - Asociación Deportivo Pasto - Vainqueur du tournoi Ouverture 2006 | - Sport Club Internacional - Tenant du titre - Club Atlético Boca Juniors - Vainqueur des tournois Ouverture 2005 et Clôture 2006 - Club de Gimnasia y Esgrima La Plata - 1er au classement cumulé 2005-2006 - Club Atlético River Plate - 2e au classement cumulé 2005-2006 - Club Atlético Banfield - 3e au classement cumulé 2005-2006 - Club Bolívar - Vainqueur du Tournoi Ouverture 2006 - Club Bamin Real Potosí - 2e du Tournoi Ouverture 2006 - São Paulo Futebol Clube - Champion du Brésil 2006 - Grêmio Porto Alegre - 3e du championnat du Brésil 2006 - Clube de Regatas do Flamengo - Vainqueur de la Copa do Brasil 2006 - Club Social y Deportivo Colo-Colo - Vainqueur des tournois Ouverture 2006 et Clôture 2006 - Audax Club Sportivo Italiano - Finaliste du tournoi Clôture 2006 - Asociación Deportivo Pasto - Vainqueur du tournoi Ouverture 2006 | - Sport Club Internacional - Tenant du titre - Club Atlético Boca Juniors - Vainqueur des tournois Ouverture 2005 et Clôture 2006 - Club de Gimnasia y Esgrima La Plata - 1er au classement cumulé 2005-2006 - Club Atlético River Plate - 2e au classement cumulé 2005-2006 - Club Atlético Banfield - 3e au classement cumulé 2005-2006 - Club Bolívar - Vainqueur du Tournoi Ouverture 2006 - Club Bamin Real Potosí - 2e du Tournoi Ouverture 2006 - São Paulo Futebol Clube - Champion du Brésil 2006 - Grêmio Porto Alegre - 3e du championnat du Brésil 2006 - Clube de Regatas do Flamengo - Vainqueur de la Copa do Brasil 2006 - Club Social y Deportivo Colo-Colo - Vainqueur des tournois Ouverture 2006 et Clôture 2006 - Audax Club Sportivo Italiano - Finaliste du tournoi Clôture 2006 - Asociación Deportivo Pasto - Vainqueur du tournoi Ouverture 2006 | - Cúcuta Deportivo - Vainqueur du tournoi Clôture 2006 - Club Deportivo El Nacional - Champion d'Équateur 2006 - Club Sport Emelec - Vice-champion d'Équateur 2006 - Club Toluca - Vainqueur du tournoi Ouverture 2005 - Club Necaxa - Vainqueur de l'InterLiga 2007 - Club Libertad - Champion du Paraguay 2006 - Cerro Porteño - Vice-champion du Paraguay 2006 - Club Alianza Lima - Vainqueur du tournoi Ouverture 2006 - Cienciano del Cusco - Vainqueur du tournoi Clôture 2006 - Club Nacional de Football - Champion d'Uruguay 2006-2007 - Defensor Sporting Club - Vainqueur de la Liguilla pré-Libertadores 2007 - Caracas Futbol Club - Champion du Venezuela 2005-2006 - Unión Atlético Maracaibo - Vice-champion du Venezuela 2005-2006 | - Cúcuta Deportivo - Vainqueur du tournoi Clôture 2006 - Club Deportivo El Nacional - Champion d'Équateur 2006 - Club Sport Emelec - Vice-champion d'Équateur 2006 - Club Toluca - Vainqueur du tournoi Ouverture 2005 - Club Necaxa - Vainqueur de l'InterLiga 2007 - Club Libertad - Champion du Paraguay 2006 - Cerro Porteño - Vice-champion du Paraguay 2006 - Club Alianza Lima - Vainqueur du tournoi Ouverture 2006 - Cienciano del Cusco - Vainqueur du tournoi Clôture 2006 - Club Nacional de Football - Champion d'Uruguay 2006-2007 - Defensor Sporting Club - Vainqueur de la Liguilla pré-Libertadores 2007 - Caracas Futbol Club - Champion du Venezuela 2005-2006 - Unión Atlético Maracaibo - Vice-champion du Venezuela 2005-2006 | - Cúcuta Deportivo - Vainqueur du tournoi Clôture 2006 - Club Deportivo El Nacional - Champion d'Équateur 2006 - Club Sport Emelec - Vice-champion d'Équateur 2006 - Club Toluca - Vainqueur du tournoi Ouverture 2005 - Club Necaxa - Vainqueur de l'InterLiga 2007 - Club Libertad - Champion du Paraguay 2006 - Cerro Porteño - Vice-champion du Paraguay 2006 - Club Alianza Lima - Vainqueur du tournoi Ouverture 2006 - Cienciano del Cusco - Vainqueur du tournoi Clôture 2006 - Club Nacional de Football - Champion d'Uruguay 2006-2007 - Defensor Sporting Club - Vainqueur de la Liguilla pré-Libertadores 2007 - Caracas Futbol Club - Champion du Venezuela 2005-2006 - Unión Atlético Maracaibo - Vice-champion du Venezuela 2005-2006 | - Cúcuta Deportivo - Vainqueur du tournoi Clôture 2006 - Club Deportivo El Nacional - Champion d'Équateur 2006 - Club Sport Emelec - Vice-champion d'Équateur 2006 - Club Toluca - Vainqueur du tournoi Ouverture 2005 - Club Necaxa - Vainqueur de l'InterLiga 2007 - Club Libertad - Champion du Paraguay 2006 - Cerro Porteño - Vice-champion du Paraguay 2006 - Club Alianza Lima - Vainqueur du tournoi Ouverture 2006 - Cienciano del Cusco - Vainqueur du tournoi Clôture 2006 - Club Nacional de Football - Champion d'Uruguay 2006-2007 - Defensor Sporting Club - Vainqueur de la Liguilla pré-Libertadores 2007 - Caracas Futbol Club - Champion du Venezuela 2005-2006 - Unión Atlético Maracaibo - Vice-champion du Venezuela 2005-2006 | - Cúcuta Deportivo - Vainqueur du tournoi Clôture 2006 - Club Deportivo El Nacional - Champion d'Équateur 2006 - Club Sport Emelec - Vice-champion d'Équateur 2006 - Club Toluca - Vainqueur du tournoi Ouverture 2005 - Club Necaxa - Vainqueur de l'InterLiga 2007 - Club Libertad - Champion du Paraguay 2006 - Cerro Porteño - Vice-champion du Paraguay 2006 - Club Alianza Lima - Vainqueur du tournoi Ouverture 2006 - Cienciano del Cusco - Vainqueur du tournoi Clôture 2006 - Club Nacional de Football - Champion d'Uruguay 2006-2007 - Defensor Sporting Club - Vainqueur de la Liguilla pré-Libertadores 2007 - Caracas Futbol Club - Champion du Venezuela 2005-2006 - Unión Atlético Maracaibo - Vice-champion du Venezuela 2005-2006 | - Cúcuta Deportivo - Vainqueur du tournoi Clôture 2006 - Club Deportivo El Nacional - Champion d'Équateur 2006 - Club Sport Emelec - Vice-champion d'Équateur 2006 - Club Toluca - Vainqueur du tournoi Ouverture 2005 - Club Necaxa - Vainqueur de l'InterLiga 2007 - Club Libertad - Champion du Paraguay 2006 - Cerro Porteño - Vice-champion du Paraguay 2006 - Club Alianza Lima - Vainqueur du tournoi Ouverture 2006 - Cienciano del Cusco - Vainqueur du tournoi Clôture 2006 - Club Nacional de Football - Champion d'Uruguay 2006-2007 - Defensor Sporting Club - Vainqueur de la Liguilla pré-Libertadores 2007 - Caracas Futbol Club - Champion du Venezuela 2005-2006 - Unión Atlético Maracaibo - Vice-champion du Venezuela 2005-2006 | - Cúcuta Deportivo - Vainqueur du tournoi Clôture 2006 - Club Deportivo El Nacional - Champion d'Équateur 2006 - Club Sport Emelec - Vice-champion d'Équateur 2006 - Club Toluca - Vainqueur du tournoi Ouverture 2005 - Club Necaxa - Vainqueur de l'InterLiga 2007 - Club Libertad - Champion du Paraguay 2006 - Cerro Porteño - Vice-champion du Paraguay 2006 - Club Alianza Lima - Vainqueur du tournoi Ouverture 2006 - Cienciano del Cusco - Vainqueur du tournoi Clôture 2006 - Club Nacional de Football - Champion d'Uruguay 2006-2007 - Defensor Sporting Club - Vainqueur de la Liguilla pré-Libertadores 2007 - Caracas Futbol Club - Champion du Venezuela 2005-2006 - Unión Atlético Maracaibo - Vice-champion du Venezuela 2005-2006 | - Cúcuta Deportivo - Vainqueur du tournoi Clôture 2006 - Club Deportivo El Nacional - Champion d'Équateur 2006 - Club Sport Emelec - Vice-champion d'Équateur 2006 - Club Toluca - Vainqueur du tournoi Ouverture 2005 - Club Necaxa - Vainqueur de l'InterLiga 2007 - Club Libertad - Champion du Paraguay 2006 - Cerro Porteño - Vice-champion du Paraguay 2006 - Club Alianza Lima - Vainqueur du tournoi Ouverture 2006 - Cienciano del Cusco - Vainqueur du tournoi Clôture 2006 - Club Nacional de Football - Champion d'Uruguay 2006-2007 - Defensor Sporting Club - Vainqueur de la Liguilla pré-Libertadores 2007 - Caracas Futbol Club - Champion du Venezuela 2005-2006 - Unión Atlético Maracaibo - Vice-champion du Venezuela 2005-2006 |
| Tour préliminaire | | | | | | | | | | | | | | | |
| - Club Atlético Vélez Sarsfield - 4e au classement cumulé 2005-2006 - Club Blooming - Vainqueur du Tournoi Ouverture 2005 - Santos Futebol Clube - 4e du championnat du Brésil 2006 - Paraná Clube - 5e du championnat du Brésil 2006 - Club de Deportes Cobreloa - 1er au classement cumulé 2006 - Deportes Tolima - 1er au classement cumulé 2006 | - Club Atlético Vélez Sarsfield - 4e au classement cumulé 2005-2006 - Club Blooming - Vainqueur du Tournoi Ouverture 2005 - Santos Futebol Clube - 4e du championnat du Brésil 2006 - Paraná Clube - 5e du championnat du Brésil 2006 - Club de Deportes Cobreloa - 1er au classement cumulé 2006 - Deportes Tolima - 1er au classement cumulé 2006 | - Club Atlético Vélez Sarsfield - 4e au classement cumulé 2005-2006 - Club Blooming - Vainqueur du Tournoi Ouverture 2005 - Santos Futebol Clube - 4e du championnat du Brésil 2006 - Paraná Clube - 5e du championnat du Brésil 2006 - Club de Deportes Cobreloa - 1er au classement cumulé 2006 - Deportes Tolima - 1er au classement cumulé 2006 | - Club Atlético Vélez Sarsfield - 4e au classement cumulé 2005-2006 - Club Blooming - Vainqueur du Tournoi Ouverture 2005 - Santos Futebol Clube - 4e du championnat du Brésil 2006 - Paraná Clube - 5e du championnat du Brésil 2006 - Club de Deportes Cobreloa - 1er au classement cumulé 2006 - Deportes Tolima - 1er au classement cumulé 2006 | - Club Atlético Vélez Sarsfield - 4e au classement cumulé 2005-2006 - Club Blooming - Vainqueur du Tournoi Ouverture 2005 - Santos Futebol Clube - 4e du championnat du Brésil 2006 - Paraná Clube - 5e du championnat du Brésil 2006 - Club de Deportes Cobreloa - 1er au classement cumulé 2006 - Deportes Tolima - 1er au classement cumulé 2006 | - Club Atlético Vélez Sarsfield - 4e au classement cumulé 2005-2006 - Club Blooming - Vainqueur du Tournoi Ouverture 2005 - Santos Futebol Clube - 4e du championnat du Brésil 2006 - Paraná Clube - 5e du championnat du Brésil 2006 - Club de Deportes Cobreloa - 1er au classement cumulé 2006 - Deportes Tolima - 1er au classement cumulé 2006 | - Club Atlético Vélez Sarsfield - 4e au classement cumulé 2005-2006 - Club Blooming - Vainqueur du Tournoi Ouverture 2005 - Santos Futebol Clube - 4e du championnat du Brésil 2006 - Paraná Clube - 5e du championnat du Brésil 2006 - Club de Deportes Cobreloa - 1er au classement cumulé 2006 - Deportes Tolima - 1er au classement cumulé 2006 | - Club Atlético Vélez Sarsfield - 4e au classement cumulé 2005-2006 - Club Blooming - Vainqueur du Tournoi Ouverture 2005 - Santos Futebol Clube - 4e du championnat du Brésil 2006 - Paraná Clube - 5e du championnat du Brésil 2006 - Club de Deportes Cobreloa - 1er au classement cumulé 2006 - Deportes Tolima - 1er au classement cumulé 2006 | - Liga Deportiva Universitaria de Quito - 3e du championnat d'Équateur 2006 - Club América - Finaliste de l’InterLiga 2007 - Tacuary FC - 1er au classement cumulé 2006 - Club Sporting Cristal - 1er au classement cumulé 2006 - Danubio Fútbol Club - 2e de la Liguilla pré-Libertadores 2007 - Deportivo Táchira FC - 1er au classement cumulé 2005-2006 | - Liga Deportiva Universitaria de Quito - 3e du championnat d'Équateur 2006 - Club América - Finaliste de l’InterLiga 2007 - Tacuary FC - 1er au classement cumulé 2006 - Club Sporting Cristal - 1er au classement cumulé 2006 - Danubio Fútbol Club - 2e de la Liguilla pré-Libertadores 2007 - Deportivo Táchira FC - 1er au classement cumulé 2005-2006 | - Liga Deportiva Universitaria de Quito - 3e du championnat d'Équateur 2006 - Club América - Finaliste de l’InterLiga 2007 - Tacuary FC - 1er au classement cumulé 2006 - Club Sporting Cristal - 1er au classement cumulé 2006 - Danubio Fútbol Club - 2e de la Liguilla pré-Libertadores 2007 - Deportivo Táchira FC - 1er au classement cumulé 2005-2006 | - Liga Deportiva Universitaria de Quito - 3e du championnat d'Équateur 2006 - Club América - Finaliste de l’InterLiga 2007 - Tacuary FC - 1er au classement cumulé 2006 - Club Sporting Cristal - 1er au classement cumulé 2006 - Danubio Fútbol Club - 2e de la Liguilla pré-Libertadores 2007 - Deportivo Táchira FC - 1er au classement cumulé 2005-2006 | - Liga Deportiva Universitaria de Quito - 3e du championnat d'Équateur 2006 - Club América - Finaliste de l’InterLiga 2007 - Tacuary FC - 1er au classement cumulé 2006 - Club Sporting Cristal - 1er au classement cumulé 2006 - Danubio Fútbol Club - 2e de la Liguilla pré-Libertadores 2007 - Deportivo Táchira FC - 1er au classement cumulé 2005-2006 | - Liga Deportiva Universitaria de Quito - 3e du championnat d'Équateur 2006 - Club América - Finaliste de l’InterLiga 2007 - Tacuary FC - 1er au classement cumulé 2006 - Club Sporting Cristal - 1er au classement cumulé 2006 - Danubio Fútbol Club - 2e de la Liguilla pré-Libertadores 2007 - Deportivo Táchira FC - 1er au classement cumulé 2005-2006 | - Liga Deportiva Universitaria de Quito - 3e du championnat d'Équateur 2006 - Club América - Finaliste de l’InterLiga 2007 - Tacuary FC - 1er au classement cumulé 2006 - Club Sporting Cristal - 1er au classement cumulé 2006 - Danubio Fútbol Club - 2e de la Liguilla pré-Libertadores 2007 - Deportivo Táchira FC - 1er au classement cumulé 2005-2006 | - Liga Deportiva Universitaria de Quito - 3e du championnat d'Équateur 2006 - Club América - Finaliste de l’InterLiga 2007 - Tacuary FC - 1er au classement cumulé 2006 - Club Sporting Cristal - 1er au classement cumulé 2006 - Danubio Fútbol Club - 2e de la Liguilla pré-Libertadores 2007 - Deportivo Táchira FC - 1er au classement cumulé 2005-2006 |

## Compétition

### Tour préliminaire
| Équipe 1                      | Résultat | Équipe 2              | Aller | Retour |
| ----------------------------- | -------- | --------------------- | ----- | ------ |
| Club Blooming                 | 0 - 6    | Santos Futebol Clube  | 0 - 1 | 0 - 5  |
| Club Atlético Vélez Sarsfield | 5 - 1    | Danubio Fútbol Club   | 3 - 0 | 2 - 1  |
| Deportivo Táchira FC          | 1 - 4    | Deportes Tolima       | 1 - 2 | 0 - 2  |
| Tacuary FC                    | 1 - 4    | LDU Quito             | 1 - 1 | 0 - 3  |
| Club de Deportes Cobreloa     | 1 - 3    | Paraná Clube          | 0 - 2 | 1 - 1  |
| Club América                  | 6 - 2    | Club Sporting Cristal | 5 - 0 | 1 - 2  |

### Premier tour
| Rang | Équipe                     | Pts | J | G | N | P | Bp | Bc | Diff |  | Résultats (▼ dom., ► ext.) |     |     |     |     |
| ---- | -------------------------- | --- | - | - | - | - | -- | -- | ---- |  | -------------------------- | --- | --- | --- | --- |
| 1    | Club Libertad              | 13  | 6 | 4 | 1 | 1 | 9  | 4  | +5   |  | Club Libertad              |     | 1-2 | 1-0 | 1-0 |
| 2    | Club América               | 12  | 6 | 4 | 0 | 2 | 12 | 10 | +2   |  | Club América               | 1-4 |     | 4-0 | 2-1 |
| 3    | Club Atlético Banfield     | 9   | 6 | 3 | 0 | 3 | 8  | 8  | 0    |  | Club Atlético Banfield     | 0-1 | 3-1 |     | 4-1 |
| 4    | Club Deportivo El Nacional | 1   | 6 | 0 | 1 | 5 | 4  | 11 | -7   |  | Club Deportivo El Nacional | 1-1 | 1-2 | 0-1 |     |

| Rang | Équipe                  | Pts | J | G | N | P | Bp | Bc | Diff |  | Résultats (▼ dom., ► ext.) |     |     |     |     |
| ---- | ----------------------- | --- | - | - | - | - | -- | -- | ---- |  | -------------------------- | --- | --- | --- | --- |
| 1    | Club Necaxa             | 12  | 6 | 4 | 0 | 2 | 9  | 7  | +2   |  | Club Necaxa                |     | 2-1 | 2-0 | 2-0 |
| 2    | São Paulo Futebol Clube | 11  | 6 | 3 | 2 | 1 | 11 | 4  | +7   |  | São Paulo Futebol Clube    | 3-0 |     | 2-2 | 4-0 |
| 3    | Audax Italiano          | 11  | 6 | 3 | 2 | 1 | 8  | 6  | +2   |  | Audax Italiano             | 2-1 | 0-0 |     | 1-0 |
| 4    | Club Alianza Lima       | 0   | 6 | 0 | 0 | 6 | 2  | 13 | -11  |  | Club Alianza Lima          | 1-2 | 0-1 | 1-3 |     |

| Rang | Équipe           | Pts | J | G | N | P | Bp | Bc | Diff |  | Résultats (▼ dom., ► ext.) |     |     |     |     |
| ---- | ---------------- | --- | - | - | - | - | -- | -- | ---- |  | -------------------------- | --- | --- | --- | --- |
| 1    | Grêmio FBPA      | 10  | 6 | 3 | 1 | 2 | 4  | 4  | 0    |  | Grêmio FBPA                |     | 0-0 | 1-0 | 1-0 |
| 2    | Cúcuta Deportivo | 9   | 6 | 2 | 3 | 1 | 9  | 7  | +2   |  | Cúcuta Deportivo           | 3-1 |     | 0-0 | 1-1 |
| 3    | Deportes Tolima  | 7   | 6 | 2 | 1 | 3 | 5  | 6  | -1   |  | Deportes Tolima            | 1-0 | 3-4 |     | 1-0 |
| 4    | Cerro Porteño    | 7   | 6 | 2 | 1 | 3 | 4  | 5  | -1   |  | Cerro Porteño              | 0-1 | 2-1 | 1-0 |     |

| Rang | Équipe                        | Pts | J | G | N | P | Bp | Bc | Diff |  | Résultats (▼ dom., ► ext.)    |     |     |     |     |
| ---- | ----------------------------- | --- | - | - | - | - | -- | -- | ---- |  | ----------------------------- | --- | --- | --- | --- |
| 1    | Club Atlético Vélez Sarsfield | 11  | 6 | 3 | 2 | 1 | 6  | 3  | +3   |  | Club Atlético Vélez Sarsfield |     | 1-1 | 3-0 | 1-0 |
| 2    | Club Nacional de Football     | 10  | 6 | 3 | 1 | 2 | 9  | 5  | +4   |  | Club Nacional de Football     | 2-0 |     | 3-1 | 3-1 |
| 3    | Sport Club InternacionalT     | 10  | 6 | 3 | 1 | 2 | 7  | 7  | 0    |  | Sport Club InternacionalT     | 0-0 | 1-0 |     | 3-0 |
| 4    | Club Sport Emelec             | 3   | 6 | 1 | 0 | 5 | 3  | 10 | -7   |  | Club Sport Emelec             | 0-1 | 1-0 | 1-2 |     |

| Rang | Équipe                   | Pts | J | G | N | P | Bp | Bc | Diff |  | Résultats (▼ dom., ► ext.) |     |     |     |     |
| ---- | ------------------------ | --- | - | - | - | - | -- | -- | ---- |  | -------------------------- | --- | --- | --- | --- |
| 1    | CR Flamengo              | 16  | 6 | 5 | 1 | 0 | 10 | 4  | +6   |  | CR Flamengo                |     | 1-0 | 1-0 | 3-1 |
| 2    | Paraná Clube             | 9   | 6 | 3 | 0 | 3 | 9  | 8  | +1   |  | Paraná Clube               | 0-1 |     | 2-0 | 2-1 |
| 3    | Real Potosí              | 6   | 6 | 1 | 3 | 2 | 8  | 9  | -1   |  | Real Potosí                | 2-2 | 3-1 |     | 2-2 |
| 4    | Unión Atlético Maracaibo | 2   | 6 | 0 | 2 | 4 | 8  | 14 | -6   |  | Unión Atlético Maracaibo   | 1-2 | 2-4 | 1-1 |     |

| Rang | Équipe                    | Pts | J | G | N | P | Bp | Bc | Diff |  | Résultats (▼ dom., ► ext.) |     |     |     |     |
| ---- | ------------------------- | --- | - | - | - | - | -- | -- | ---- |  | -------------------------- | --- | --- | --- | --- |
| 1    | CSD Colo-Colo             | 9   | 6 | 3 | 0 | 3 | 12 | 7  | +5   |  | CSD Colo-Colo              |     | 2-1 | 4-0 | 1-2 |
| 2    | Caracas Futbol Club       | 9   | 6 | 3 | 0 | 3 | 7  | 10 | -3   |  | Caracas Futbol Club        | 0-4 |     | 1-0 | 3-1 |
| 3    | LDU Quito                 | 8   | 6 | 2 | 2 | 2 | 7  | 8  | -1   |  | LDU Quito                  | 3-1 | 3-1 |     | 1-1 |
| 4    | Club Atlético River Plate | 8   | 6 | 2 | 2 | 2 | 5  | 6  | -1   |  | Club Atlético River Plate  | 1-0 | 0-1 | 0-0 |     |

| Rang | Équipe                     | Pts | J | G | N | P | Bp | Bc | Diff |  | Résultats (▼ dom., ► ext.) |     |     |     |     |
| ---- | -------------------------- | --- | - | - | - | - | -- | -- | ---- |  | -------------------------- | --- | --- | --- | --- |
| 1    | Club Toluca                | 12  | 6 | 4 | 0 | 2 | 10 | 6  | +4   |  | Club Toluca                |     | 2-0 | 3-0 | 1-2 |
| 2    | Club Atlético Boca Juniors | 10  | 6 | 3 | 1 | 2 | 11 | 5  | +6   |  | Club Atlético Boca Juniors | 3-0 |     | 1-0 | 7-0 |
| 3    | Cienciano del Cusco        | 9   | 6 | 3 | 0 | 3 | 12 | 9  | +3   |  | Cienciano del Cusco        | 1-2 | 3-0 |     | 5-1 |
| 4    | Club Bolívar               | 4   | 6 | 1 | 1 | 4 | 5  | 18 | -13  |  | Club Bolívar               | 0-2 | 0-0 | 2-3 |     |

| Rang | Équipe                      | Pts | J | G | N | P | Bp | Bc | Diff |  | Résultats (▼ dom., ► ext.)  |     |     |     |     |
| ---- | --------------------------- | --- | - | - | - | - | -- | -- | ---- |  | --------------------------- | --- | --- | --- | --- |
| 1    | Santos Futebol Clube        | 18  | 6 | 6 | 0 | 0 | 12 | 1  | +11  |  | Santos Futebol Clube        |     | 1-0 | 3-0 | 3-0 |
| 2    | Defensor Sporting Club      | 9   | 6 | 3 | 0 | 3 | 8  | 7  | +1   |  | Defensor Sporting Club      | 0-2 |     | 3-0 | 3-0 |
| 3    | Gimnasia y Esgrima La Plata | 9   | 6 | 3 | 0 | 3 | 9  | 10 | -1   |  | Gimnasia y Esgrima La Plata | 1-2 | 3-0 |     | 3-2 |
| 4    | Asociación Deportivo Pasto  | 0   | 6 | 0 | 0 | 6 | 3  | 14 | -11  |  | Asociación Deportivo Pasto  | 0-1 | 1-2 | 0-2 |     |

### Tableau final
Il n'y a pas de tirage au sort pour la phase finale. Les seize qualifiés sont classés en fonction de leurs résultats lors du premier tour (les premiers de 1 à 8, les seconds de 9 à 16) et un tableau est créé avec les affiches déjà connues. 
| Rang | Équipe                            | Pts | J | G | N | P | Bp | Bc | Diff |
| ---- | --------------------------------- | --- | - | - | - | - | -- | -- | ---- |
| 1    | Santos Futebol Clube              | 18  | 6 | 6 | 0 | 0 | 12 | 1  | +11  |
| 2    | Clube de Regatas do Flamengo      | 16  | 6 | 5 | 1 | 0 | 10 | 4  | +6   |
| 3    | Club Libertad                     | 13  | 6 | 4 | 1 | 1 | 9  | 4  | +5   |
| 4    | Deportivo Toluca Fútbol Club      | 12  | 6 | 4 | 0 | 2 | 10 | 6  | +4   |
| 5    | Club Necaxa                       | 12  | 6 | 4 | 0 | 2 | 9  | 7  | +2   |
| 6    | Club Atlético Vélez Sarsfield     | 11  | 6 | 3 | 2 | 1 | 6  | 3  | +3   |
| 7    | Grêmio FBPA                       | 10  | 6 | 3 | 1 | 2 | 4  | 4  | 0    |
| 8    | Club Social y Deportivo Colo-Colo | 9   | 6 | 3 | 0 | 3 | 12 | 7  | +5   |

| Rang | Équipe                     | Pts | J | G | N | P | Bp | Bc | Diff |
| ---- | -------------------------- | --- | - | - | - | - | -- | -- | ---- |
| 9    | Club América               | 12  | 6 | 4 | 0 | 2 | 12 | 10 | +2   |
| 10   | São Paulo Futebol Clube    | 11  | 6 | 3 | 2 | 1 | 11 | 4  | +7   |
| 11   | Club Atlético Boca Juniors | 10  | 6 | 3 | 1 | 2 | 11 | 5  | +6   |
| 12   | Club Nacional de Football  | 10  | 6 | 3 | 1 | 2 | 9  | 5  | +4   |
| 13   | Cúcuta Deportivo           | 9   | 6 | 2 | 3 | 1 | 9  | 7  | +2   |
| 14   | Paraná Clube               | 9   | 6 | 3 | 0 | 3 | 9  | 8  | +1   |
| 15   | Defensor Sporting Club     | 9   | 6 | 3 | 0 | 3 | 8  | 7  | +1   |
| 16   | Caracas Futbol Club        | 9   | 6 | 3 | 0 | 3 | 7  | 10 | -3   |

### Huitièmes de finale
| Équipe 1                   | Résultat | Équipe 2                      | Aller | Retour |
| -------------------------- | -------- | ----------------------------- | ----- | ------ |
| Caracas Futbol Club        | 4 - 5    | Santos Futebol Clube          | 2 - 2 | 2 - 3  |
| Club América               | 4 - 2    | CSD Colo-Colo                 | 3 - 0 | 1 - 2  |
| Defensor Sporting Club     | 3 - 2    | Clube de Regatas do Flamengo  | 3 - 0 | 0 - 2  |
| São Paulo Futebol Clube    | 1 - 2    | Grêmio FBPA                   | 1 - 0 | 0 - 2  |
| Club Atlético Boca Juniors | 4 - 3    | Club Atlético Vélez Sarsfield | 3 - 0 | 1 - 3  |
| Paraná Clube               | 2 - 3    | Club Libertad                 | 1 - 2 | 1 - 1  |
| Club Nacional de Football  | 4 - 2    | Club Necaxa                   | 3 - 2 | 1 - 0  |
| Cúcuta Deportivo           | 5 - 3    | Deportivo Toluca Fútbol Club  | 5 - 1 | 0 - 2  |

### Quarts de finale
| Équipe 1                   | Résultat      | Équipe 2                  | Aller | Retour |
| -------------------------- | ------------- | ------------------------- | ----- | ------ |
| Cúcuta Deportivo           | 4 - 2         | Club Nacional de Football | 2 - 0 | 2 - 2  |
| Defensor Sporting Club     | 2 - 2 2-4 tab | Grêmio FBPA               | 2 - 0 | 0 - 2  |
| Club América               | 1 - 2         | Santos Futebol Clube      | 0 - 0 | 1 - 2  |
| Club Atlético Boca Juniors | 3 - 1         | Club Libertad             | 1 - 1 | 2 - 0  |

### Demi-finales
Afin d'éviter une finale entre les deux formations d'un même pays, le tirage au sort des demi-finales est orienté de façon que les deux équipes brésiliennes se rencontrent.
| Équipe 1         | Résultat | Équipe 2                   | Aller | Retour |
| ---------------- | -------- | -------------------------- | ----- | ------ |
| Grêmio FBPA      | 3e - 3   | Santos Futebol Clube       | 2 - 0 | 1 - 3  |
| Cúcuta Deportivo | 3 - 4    | Club Atlético Boca Juniors | 3 - 1 | 0 - 3  |

### Finale
| 13 juin 2007 | Club Atlético Boca Juniors                      | 3 - 0 | Grêmio Foot-Ball Porto Alegrense | La Bombonera, Buenos Aires                       |                                                  |
|              | Palacio 18e · Riquelme 73e · Patrício 89e (csc) |       |                                  | Spectateurs : 50 993 Arbitrage : Jorge Larrionda | Spectateurs : 50 993 Arbitrage : Jorge Larrionda |

| 20 juin 2007 | Grêmio Foot-Ball Porto Alegrense | 0 - 2 | Club Atlético Boca Juniors | Stade Olímpico Monumental, Porto Alegre     |                                             |
|              |                                  |       | 69e, 81e Riquelme          | Spectateurs : 51 851 Arbitrage : Óscar Ruiz | Spectateurs : 51 851 Arbitrage : Óscar Ruiz |

| Vainqueur de la Copa Libertadores 2007   |
| ---------------------------------------- |
| Club Atlético Boca Juniors Sixième titre |

## Statistiques

### Meilleurs buteurs
| # | Nom                 | Équipe                     | Buts |
| - | ------------------- | -------------------------- | ---- |
| 1 | Salvador Cabañas    | Club América               | 10   |
| 2 | Juan Román Riquelme | Club Atlético Boca Juniors | 8    |
| 2 | Blas Pérez          | Cúcuta Deportivo           | 8    |
| 4 | Zé Roberto          | Santos Futebol Clube       | 7    |
| 5 | Humberto Suazo      | CSD Colo-Colo              | 5    |
| 5 | Renato Abreu        | CR Flamengo                | 5    |